# Bártfai Vilmos
Bártfai Vilmos, Bencsok (Salgótarján, 1925. június 10. – Salgótarján, 1988. június 19.) magyar bajnok labdarúgó, csatár.

## Sikerei, díjai
- Magyar bajnokság
  - bajnok: 1952
  - 2.: 1951